# Neinor Homes
Neinor Homes ist ein börsennotiertes spanisches Unternehmen des Immobiliensektors. Das Unternehmen entstand 2015, nachdem der Immobilienentwickler Neinor durch die Investmentgesellschaft  Lone Star aus der baskischen Bank Kutxabank herausgekauft worden war. Der Vorgänger Neinor war zu diesem Zeitpunkt bereits seit 28 Jahren in der Branche aktiv. Neinor Homes investiert in den Bau von Wohnimmobilien in verschiedenen Regionen Spaniens.